# HV Fortissimo
Fortissimo is een handbalvereniging uit Cothen in de Nederlandse provincie Utrecht. De vereniging werd opgericht in 1972 als afscheiding van de plaatselijke voetbalvereniging, die in de jaren zestig een onderafdeling handbal voor dames had opgericht.
In het seizoen 2020/2021 speelt het eerste damesteam in de eredivisie en het eerste herenteam speelt in de regionale tweede klasse.

## Geschiedenis

### Het begin (1972 - 1986)
De eerste 10 jaar van het bestaan van Fortissimo onderafdeling van de plaatselijke voetbalvereniging SVF. In de eerste jaren speelde Fortissimo veldhandbal op het voetbalveld van SVF. Dat er behoefte was voor een teamsport voor meisjes bleef groeien in de ledenaantal en in 1972 werd steeds meer de behoefte gevoeld om als zelfstandige vereniging door te gaan. In het seizoen 1972/1973 scheidde de handbalgroep zich daarom af van de voetbalvereniging en ging verder als zelfstandige sportvereniging in Cothen. Er werden contacten gelegd met het gemeentebestuur van Cothen om de mogelijkheden te bekijken van een eigen sportaccommodatie met een eigen verhard handbalveld en een eigen sportkantine met kleedkamers.

### Eigen sporthal (1984 - 1987)
Fortissimo had geen eigen sporthal maar kon wel trainen (in de winterperiode) in Beusichem. De thuiswedstrijden werden veelal gespeeld in sporthallen in grotere plaatsen als Utrecht, Zeist en Amersfoort. Samen met bestuursleden van enkele sportverenigingen werd een comité gevormd met als doelstelling: een eigen sporthal in Cothen.
Door velen werd dit plan in 1984/1985 als veel te ambitieus gezien en niet haalbaar waren. Met name de hoge bouwkosten en daarna de hoge kosten van het beheer van een sporthal, werden gezien als twee onoverbrugbare financiële drempels. Wederom was het het gemeentebestuur van Cothen welke, als een van de weinigen, positief reageerde en bereid was om mee te denken. Eind 1985 werd er een beslissing genomen voor de bouw van de sporthal. Door de kosten laag te houden kon de sporthal makkelijk gebouwd worden. Halverwege 1986 werd met de bouw van de sporthal begonnen. De locatie van de sporthal was zeer tactisch gekozen. De nieuwe sporthal werd tegen de reeds bestaande handbal accommodatie aangebouwd, zodat ook gebruik gemaakt kon worden van de reeds bestaande vier kleedkamers en de handbalkantine. In augustus 1987 was de sporthal klaar.

### Behalen van eredivisie
Ten tijde van de opening van de eigen sporthal speelde de dames in de tweede divisie (des tijd de Hoofdklasse genoemd). Binnen een aantal jaren werd promotie naar de eerste divisie bereikt. Dit hoge niveau had als gevolg dat sterke speelsters binnen gehaald die van buitenaf kwamen. Mede hierdoor werd in het seizoen 2004/2005 het kampioenschap van de eerste divisie behaald, met als gevolg promotie naar de eredivisie, het hoogst mogelijk niveau het Nederlands handbal. Ook het eerste herenteam was de afgelopen jaren op niveau gestegen. In de eerste seizoenen werd nog gestreden tegen degradatie.
Direct na de promotie van de dames naar de eredivisie, is de jeugdcommissie van de vereniging hard aan de slag gegaan om het gat te dichten tussen de dames en de jeugd. Het streven was en is om met zoveel mogelijk zelf opgeleide speelsters in de eredivisie te spelen. Het aantal ledenaantal groeide waardoor er veel traint moest worden in Cothen. Met de inspanning binnen de jeugdafdeling binnen Fortissimo heeft de vereniging zowel bij de A-jeugd, de B-jeugd en de C-jeugd op het hoogste jeugd niveau van Nederland spelen.

### Europees handbal in Cothen (2006 - 2008)
Door goede prestaties in de seizoenen 2006/07 en in 2007/08 kon Fortissimo zich plaatsen voor de EHF Challenge Cup.
Waar in het eerste jaar werd nog gestreden tegen degradatie, ging het in de tweede seizoen van de eredivisie al een stuk beter. Het volgende jaar nog beter. Door het bereiken van de 5e plaats was het mogelijk om deel te nemen aan de EHF Challenge Cup. Met als gevolg een sensationeel verlopen toernooi in de eigen sporthal met sterke tegenstanders uit Turkije, Wit-Rusland en Slowakije. Door sterk spel werd een tweede plaats bereikt met als gevolg deelname aan de tweede ronde.
| Seizoen | Competitie    | Ronde | Land                           | Club                     | Totaalscore | 1e W    | 2e W    |
| ------- | ------------- | ----- | ------------------------------ | ------------------------ | ----------- | ------- | ------- |
| 2007/08 | Challenge Cup | 2R    | Vlag van Wit-Rusland           | Arkatron Minsk           | 09 - 38     |         |         |
| 2007/08 | Challenge Cup | 2R    | Vlag van Turkije               | Gazi University Ankara   | 21 - 21     |         |         |
| 2007/08 | Challenge Cup | 2R    | Vlag van Slowakije             | SKP Bratislava           | 29 - 24     |         |         |
| 2007/08 | Challenge Cup | 3R    | Vlag van Servië                | ZRK Kikinda              | 67 - 45     | 34 - 23 | 33 - 22 |
| 2008/09 | Challenge Cup | 2R    | Vlag van Bosnië en Herzegovina | ZRK Zeljeznicar          | 21 - 33     |         |         |
| 2008/09 | Challenge Cup | 2R    | Vlag van Tsjechië              | Hazena Jindrichuv Hradec | 18 - 17     |         |         |
| 2008/09 | Challenge Cup | 2R    | Vlag van Noord-Macedonië       | ZRK Ambalaza Kabran      | 20 - 27     |         |         |
| 2008/09 | Challenge Cup | 3R    | Vlag van Portugal              | Gil Eanes - Lagos        | 32 - 30     | 29 - 29 | 23 - 21 |

### Degradatie en weer terug
In 2013 degradeerde Fortissimo uit de eredivisie. Terug promoveren ging moeilijk. In 2020 werd Fortissimo tweede in de competitie. Dit gaf toegang tot promotie naar de eredivisie. De eredivisie zou uitgebreid worden van tien teams naar twaalf teams. Door de uitbraak van de coronacrisis in Nederland was het seizoen door het NHV onofficieel verklaart. Fortissimo met kampioen Kwiek, nummer 3, BFC en nog twee andere team hebben een promotie verzoek ingediend. Zowel Kwiek als Fortissimo promoveerde alsnog naar de eredivisie. Door de promotie zijn de dames van Fortissimo na zeven jaar terug op het hoogste niveau. Na twee jaar in de eredivisie koos Fortissimo om zich terug te trekken uit de eredivisie. 

## Resultaten
- 2001 1e
Tweede divisie
- 2002 9e
Eerste divisie
- 2003 6e
Eerste divisie
- 2004 2e
Eerste divisie
- 2005 1e
Eerste divisie
- 2006 9e
Eredivisie
- 2007 5e
Eredivisie
- 2008 7e
Eredivisie
- 2009 6e
Eredivisie
- 2010 9e
Eredivisie
- 2011 9e
Eredivisie
- 2012 8e
Eredivisie
- 2013 10e
Eredivisie
- 2014
Eerste divisie
- 2015 4e
Eerste divisie
- 2016 6e
Eerste divisie
- 2017 9e
Eerste divisie
- 2018 6e
Eerste divisie
- 2019 5e
Eerste divisie
- 2020 2e
Eerste divisie
- 2021
Eredivisie
- 2022 9e
Eredivisie

- Eredivisie
- Eerste divisie
- Tweede divisie

## Erelijst
| Nationaal      |    |         |
| Eerste divisie | 1x | 2002/03 |
| Tweede divisie | 1x | 2000/01 |